# بانيك! آت ذا ديسكو
بانيك! آت ذا ديسكو (بالإنجليزية: Panic! at the Disco)‏ هو مشروع منفرد للموسيقي الأمريكي برندن يوري، والذي يرافقه في الجولات الموسيقية قارع الطبول دان باولوفيتش، عازفة غيتار البيس نيكول رو، وعازف القيثارة مايك ناران.
كانت بانيك! آت ذا ديسكو في الأصل فرقة بوب روك أمريكيّة من لاس فيغاس، نيفادا. أسّسها أصدقاء الطفولة برندن يوري، ريان روس، سبينسر سميث، وبرينت ويلسون. يُعتبَر المغني برندن يوري منذ سنة 2015 العضو الرّسمي الوحيد بالفرقة، ويرافقه في العروض الموسيقيّة كلّ من عازف الطبول دان باولوفيتش، عازف القيثارة الرّئيسي مايك ناران، وعازفة غيتار البيس نيكول رو. سجّلت فرقة بانيك! آت ذا ديسكو أوّل نسخ تجريبية من أغانيها حين كان أعضاؤها طلّابا في المدرسة الثانويّة، وبعد ذلك سجّلتْ وأصدرتْ الفرقة أوّل ألبوم إستديو لها «حمّى لا تستطيع أن تتجاوزها» (A Fever You Can't Sweat Out) سنة 2005. بعد شهرة الألبوم بفضل الأغنية المنفردة الثّانية «أكتب الذنوب لا المآسي» (I Write Sins Not Tragedies) حصل الألبوم على شهادتين بلاتينيتين في الولايات المتّحدة الأمريكية. سنة 2006 طُرِد عازف البيس من الفرقة أثناء جولة عروض عالميّة وجاء مكانه جون وولكر.
تميّز ألبوم الاستوديو الثّاني للفرقة «غريب. جدا.» (أو–نظرا لاستعمال علامات الترقيم–«جميل. غريب.») (.Pretty. Odd) الّذي صدر سنة 2008 بفرق كبير بينه وبين الألبوم الأوّل من ناحية الصّوت، فقد كان مستوحى من موسيقى فرق الروك في الستينيات، مثل البيتلز، الزومبيز، وذا بيتش بويز، وكانت أوّل أغانيه الأغنية المنفردة «التاسعة بعد الزوال» (Nine in the Afternoon). انسحب روي ووولكر اللذان فضّلا التوجه الجديد للفرقة من هذه الأخيرة لأن يوري وسميث أرادا أن يستمرّا في تغيير أسلوبها، وبعد انسحابهما شكلا فرقة جديدة سمياها ذا يونغ فينز (The Young Veins)، فأصبح يوري وسميث العضوين الوحيدين في بانيك! آت ذا ديسكو.
أصدر يوري وسميث كثنائي الأغنية المنفردة «منظور جديد» (New Perspective) لفيلم جسم جينيفر ثم انضمّ لهما عازف البيس دالون ويكس وعازف القيثارة إين كروفورد كموسيقيّين للعروض المباشرة، وأصبح ويكس عضوا دائمًا في الفرقة سنة 2010. في نفس السنة سجّل يوري وسميث ألبوم الاستوديو الثّالث للفرقة «عادات سيئة وفضائل» (Vices & Virtues) والذي صدر سنة 2011 وأنتجه جون فيلدمان وبوتش وولكر.
سجّل يوري وسميث وويكس وأصدروا ألبوم الاستوديو الرّابع للفرقة «غريب جدّا ليعيش، نادر جدّا ليموت!» (Too Weird to Live, Too Rare to Die) سنة 2013، وقبل إصداره غادر سميث الفرقة بشكل غير رسميّ بسبب مشاكل صحيّة ومعيقات متعلّقة بالمخدرات، فقام يوري وويكس بتوظيف كينيث هاريس ودان باولوفيتش مرة أخرى كموسيقيّين في العروض المباشرة.
سنة 2015 غادر سميث الفرقة رسميا بعد عدم مشاركته في أي عروض مباشرة مع الفرقة منذ غيابه سنة 2013. وبعد ذلك أصبحت وظيفة ويكس العزف في العروض فقط مرة أخرى، ليترك يوري كالعضو الوحيد رسميا في الفرقة. في أبريل 2015 صدرت أغنية «هللويا» (Hallelujah) كأول أغنية منفردة من ألبوم الاستوديو الخامس لبانيك آت ذا ديسكو المسمى «موت أعزب» (Death of a Bachelor) والذي صدر سنة 2016. في دجنبر 2017 أعلن ويكس رسميا مغادرته للفرقة. صدر الألبوم السادس للفرقة «صل للشرير» (Pray for the Wicked) يوم 22 يونيو 2018. بعد ثلاث أشهر أُعلن أن هاريس طُرِد من الفرقة لاتهامه بسوء السلوك الجنسي.

## تاريخ الفرقة

### التّجمع والبداية كفرقة روك (2004-2005)
تكوّنت فرقة بانيك! آت ذا ديسكو سنة 2004 في ضاحية سامرلين بلاس فيغاس، وضمّت أصدقاء الطفولة ريان روس الّذي غنّى وعزف القيثارة، وسبينسر سميث الّذي عزف على الطبول. ارتادا كلاهما ثانويّة Bishop Gorman وبدءا بعزف الموسيقى معاً في أوّل سنة لهما في الثّانويّة. قاما بدعوة صديقهما برنت ويلسون من المدرسة الثانويّة Palo Verde القريبة من مدرستهما ليعزف البيس، وويلسون بدوره دعا زميله في القسم برندن يوري ليجرّب العزف على القيثارة. بدأ الرّباعي بالتّدرّب بغرفة معيشة جدة سميث، لكن يوري كبر في عائلة مورمونيّة بلاس فيغاس فتغيّب عن بعض التّدريبات ليذهب للكنيسة. كان روس المغنّي الرّئيسيّ في المجموعة، لكن بعد سماع يوري يغنّي خلال التّدريبات، قرّرت المجموعة جعله المغنّي الرئيسيّ. كانت بانيك! آت ذا ديسكو في الأصل فرقة للنّسخ المقلّدة من أغاني بلينك-182.
في النسخ التّجريبية لأغاني الفرقة ابتكرت هذه الأخيرة صوتا مختلفا عن عدّة مجموعات ديث ميتال كانت تؤدي بلاس فيغاس حينها. وقّعت الفرقة عقد تسجيل قبل أن يؤدّوا في عرضٍ مباشرٍ. صرّح سميث "لم نعزف في عروض أبداً قبل أن نوقّع العقد لأنّ سمعة الموسيقى في لاس فيغاس كانت سيّئة". "في مساحة تدرّبنا كان هنالك قرابة 30 فرقة وكلّ يوم كنّا نَدخُل لتلك الغرفة ونسمع نفس فِرق الديث ميتال. وذلك نوعا ما ألهمَنا لنكون مختلفين. ولنخرُج من لاس فيغاس"." بدأ يوري بالعمل في مقهى للسموذيز في سامرلين ليوفّر ثمن كراء مساحة التّدرب الجديدة للفرقة. ترك الأربعة تعلّمهم وركّزوا على الموسيقى، واجه روس بعض المشاكل مع والده بعد أن رسب في الجامعة، أمّا يوري فقد طرده والداه من المنزل بعد أن رسب في المدرسة الثانوية فظلّ يعيش مع اصدقائه إلى أن تمكّن من كراء شقّة.
طوّر روس ويوري نسخ تجريبية من أغاني المجموعة على حاسوبيهما المحمولين ثمّ نشرا ثلاثاً من هذه النسخ («وقت الرّقص» (Time to Dance)، «مسامير للفطور، دبابيس كوجبات» (Nails for Breakfast)، و«هجمة مباغثة» (Camisado) على موقع PureVolume. أرسلوا بعد ذلك رابط الأغاني لعازف البيس في فرقة فول آوت بوي بيت وينتز على حساب لايفجورنال، فقاد سيّارته إلى لوس أنجيلوس ليلاقي الفرقة الشّابة الّتي لَم توقّع عقداّ مع شركة إنتاج بعد. بعد استماعه «لثلاثة إلى أربعة» أغانٍ أثناء تدرّب الفرقة، انبهر وأراد أن توقّع الفرقة عقداّ مع شركته للإنتاج دي سي دي 2 ريكوردز والّتي هي فرع من شركة فيولد باي رامن ممّا جعلها الفرقة الأولى الّتي وقّعت مع الشّركة، وذلك ما حدث في دجنبر 2004. وبعدما انتشرت أخبار توقيع الفرقة مع بيت وينتز بدأ مُعجَبون على الأنترنيت بانتقاد الفرقة. فسّر روس في مقابلة سنة 2006 قائلاً «علِمنا ما سيحدث تقريبا فوراً» وقال «كانت لدينا أغنيتان على الأنترنيت وقد بدأ الناس بافتراض جودة أغانينا المستقبليّة مسبقاً».
في ذلك الوقت، بدأ وينتز بالتّسويق للفرقة أينما سنحت له الفرصة: من ارتداء قمصان مكتوب عليها "Pete! at the Disco" على الخشبة، إلى التحدث عن الفرقة في اللقاءات. قال وينتز قبل تقديم جوائز إم تي في الأغاني المصورة: «ألبومهم سيكون ألبومك التّالي المفضل. يسمّى» حمّى لا تستطيع أن تتجاوزها«– احصل عليه قبل أن يفعل أخوك الأصغر». عند توقيع الفرقة مع شركة الإنتاج كان جميع أعضائها لا يزالون في المدرسة الثانويّة، إلا روس الّذي أُرغِم على ترك دراسته. تخرّج يوري سنة 2005، أمّا ويلسون وسميث فقد أنهيا دراستهما عبر الأنترنيت لأن الفرقة انتقلت إلى كوليج بارك بماريلاند لتسجيل ألبومها الأول.

### «حمّى لا تستطيع أن تتجاوزها» (2005-2007)

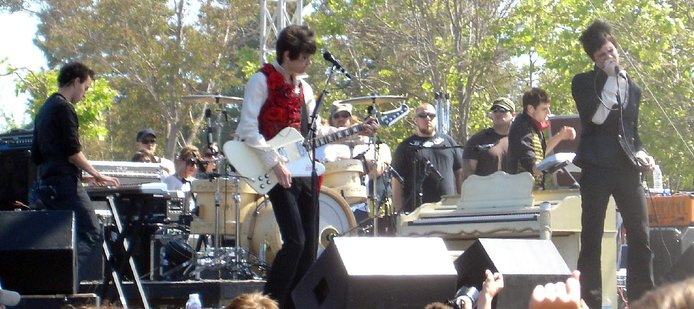
الفرقة تأدّي عروض أول جولاتها وتحصل على شهادة بلاتينية في ألبومها الأول سنة 2006.

انتقلت الفرقة إلى كوليج بارك بماريلند لغرض تسجيل أوّل ألبوم لها من يونيو إلى شتنبر سنة 2005، وبالرّغم من أنّها كانت تتوفّر على أغاني قليلة إلّا أنّ بقيّة الألبوم تشكلت بسرعة بعد عمل أفراد الفرقة المتواصل. قال روس في لقاء سنة 2005 «لم يكن لدينا يوم عطلة لمدّة خمس أسابيع ونصف التي كنّا فيها هناك، 12 أو 14 ساعة عمل يوميا»، «كنّا نختلق أشياء غير حقيقيّة في مخيلتنا، وفوق التّوتر الّذي واجهناه أثناء محاولة إنهاء الألبوم، كنّا نعيش في شقة بها سرير واحد مع أربعة أشخاص على أسرّة طبقيّة»، تذكّر روس «كنا نتلاعب بأعصاب بعضنا البعض. كان أحد يكتب جزءا جديدا من أغنية فيخبره أحد آخر أنّه لم يرقه فقط لأنّه أكل حبوب فطوره ذلك الصّباح».
الألبوم مقسّم إلى نصفين: النّصف الأول معظمه موسيقى رقص بانك إلكترونيّة، بينما الجزء الثّاني يتضمّن بيانو فودفيلي، آلات وتريّة، وأكورديون. تعبت الفرقة من الكتابة فقط باستعمال آلات الطبول ولوحات المفاتيح، فقرّروا أن يكتبوا نصفا مختلفا تماما مستوحى من الموسيقى الخلفيّة لداني إلفمان وجون بريون. قال روس «عند نهاية ذلك كنّا مرهقين كلّيّا»، «كان لدينا أسبوعان لنعود ونتعلّم كيف نكون فرقةً». أدّت الفرقة عرضها المباشر الأوّل خلال صيف 2005 في صالة الموسيقى المحلّيّة بلاس فيغاس الزقاق
بغرب تشارلستون. بعدها أدّت الفرقة عروضا في جولة اتحاد نينتيندو لبقيّة سنة 2005 مع فول آوت بوي، إضافة إلى «موشن سيتي ساوندتراك»، «ذا ستارتينغ لاين»، و«بويز نايت آوت».
صدر أوّل ألبوم للفرقة «حمّى لا تستطيع أن تتجاوزها» يوم 27 شتنبر 2005. بدأت المبيعات بطيئة نسبيّا، وتصدّر رقم 112 في قائمة الألبومات بيلبورد 200، رقم 6 في قائمة الألبومات «بيلبورد إنديبندنت»، ورقم 1 في قائمة «هيتسيكرز» بقرابة 10000 ألبوما تم بيعه في الأسبوع الأول بعد صدور الألبوم. بعد أربعة أشهر تم إطلاق فيديو موسيقي لأوّل أغاني بانيك! المنفردة، وصعدت رتبة «أكتب الذنوب لا المآسي» في بيلبورد هوت 100 لتفوق مبيعات الألبوم 500000 نسخة. في نهاية مارس 2006 أعلنت الفرقة عن جولة رئيسيّة. وفي غشت حصل «حمّى لا تستطيع أن تتجاوزها» على شهادة بلاتينية من طرف رابطة صناعة التسجيلات الأمريكية، والفيديو الموسيقي ل«أكتب الذنوب لا المآسي» ظفر بلقب فيديو السّنة بجوائز إم تي في الأغاني المصورة لسنة 2006. علّق روس على شهرة الفرقة «بعض خصائص الشّهرة مزعجة، ولكنّ في النّهاية فهو شيء نحن ممتنّون لأجله، فقد فتح الباب للعديد من الفرص الجديدة».
في ماي 2006، أعلنت بانيك! آت ذا ديسكو أنّ عازف البيس الأصلي برنت ويلسون قد غادر الفرقة، علّقت أم تي في أخبار على ذلك «نشر بيان ديبلوماسي وغامض تماما […] وبالرّغم من ذلك لم يُذكَر أيّ سبب لمغادرة ويلسون للفرقة». في يونيو صرح ويلسون لإم تي في أخبار بأنه طُرِد من الفرقة عبر مكالمة هاتفيّة. فسّر ويلسون «نُفِّذ ذلك عبر مكالمة هاتفيّة والشّخص الوحيد الّذي تكلّم كان سبينسر. برندن وريان كانا يسمعان المكالمة أيضا لكنّهما لم ينطقا بكلمة. لم يقولوا حتّى أنّهم كانوا متأسّفين». أرسل سميث بريدا إلكترونيا طويلاً لجايمس مونتغومري (موظّف أم تي في أخبار) يقول فيه التالي «قمنا باتّخاد القرار بناء على عدم مسؤوليّة برينت وكونه لم يكن يتقدّم موسيقيّا مع الفرقة» وكشف أن ويلسون لم يكتب أو يعزف أيّا من مقاطع البيس في «حمّى لا تستطيع أن تتجاوزها»، وبدلاً منه قام يوري بتسجيل هذه المقاطع. طالب ويلسون بجزء من ملكية الفرقة وهدّد بدعوتها للقضاء.
سنة 2006 دعمت «بانيك! آت ذا ديسكو» فرقة «ذي أكاديمي إيز...» في جولتها العالميّة «مشتاقون ومسدسات بها ذخان» (Ambitious Ones and Smoking Guns) من يناير إلى ماي. بدأت أوّل جولة رئيسيّة عالميّة (غير مسماة) للفرقة في يونيو واستمرّت حتى غشت. أثناء أداء الفرقة سنة 2006 في مهرجان القراءة في غشت، تلقّى يوري ضربة على رأسه بقنينة رماها أحد المتفرّجين عليه ففقد وعيه، لكنّ الفرقة أكملت بعد أن استرجع يوري وعيه. بدأت الجولة الرّئيسيّة الثّانية للفرقة والمسمّاة «لا توجد قافيّة تناسب سيرك» (Nothing Rhymes with Circus) في نونبر، وتضمّنت أنجح عروض الفرقة المباشرة، والّتي تميزت بخدع وحركات نفّذها فريق من ستّة أشخاص. كان أعضاء الفرقة يرتدون ملابس معيّنة تمكنهم من إعادة تمثيل لحظات من الأغاني. وبعد عدّة جولات وعروض متتالية أخدت الفرقة استراحة وبدأ أفرادها بتكوين أفكار لألبومهم القادم سويّا خلال شتاء 2006.

### «غريب. جدا.» و«...مباشرة في شيكاغو» (2007-2009)

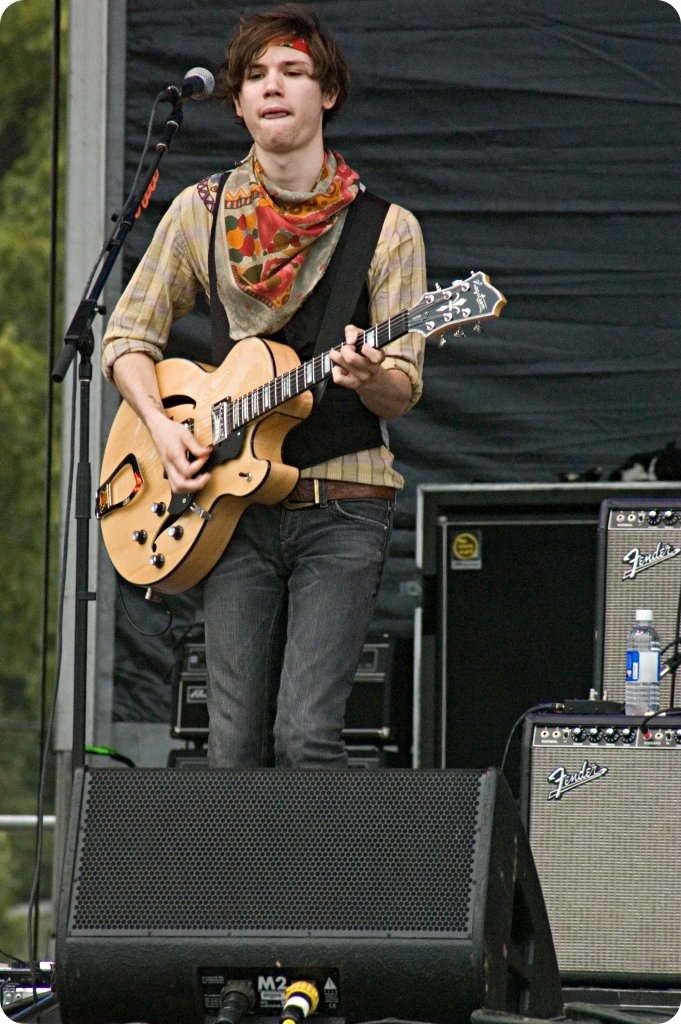
المغني وعازف الغيتار السابق في الفرقة ريان روس يعزف مع الفرقة سنة 2007، كان مسؤولا عن كتابة معظم الكلمات والأغاني إلى أن غادر الفرقة سنة 2009

يوم 6 مارس 2007 وبعد مدّة قصيرة من تطوير أفكار الألبوم رحلت الفرقة لكوخ على جبال شارلستون بنيفادا، فبدأوا بكتابة الألبوم الجديد «صرار الليل وزهر النفل» (Cricket & Clover). بعد تسجيل الأغاني وأدائها مباشرة في الصيف عادت الفرقة للاس فيغاس ورجع أفرادها لاستوديو التّدريب القديم الّذي كتبوا فيه ألبومهم الأوّل. كتبت الفرقة كلمات عدة اغاني مثل «سكارلت» (Scarlet) و «إنه حب حقيقي» (It's True Love). أضيفت نسخة ريماستر من أحد أغاني الألبوم «ساحرات بالكاد» (Nearly Witches) لألبوم سنة «عادات سيئة وفضائل» (Vices & Virtues) 2011. في غشت كانت الفرقة قد تخلّت عن جميع أغاني الألبوم الثاني والّذي تمّت ثلاثة أرباعه، فبدأوا بكتابة الألبوم من جديد. قال روس «أردنا أن نّكتب هذه الأغاني بأكثر طريقة بسيطة، كتبناها كلّها على غيتار صوتي وصوت شخص يغنّي. أظنّ أنّنا لم نعط الوقت الكافي للكتابة في الألبوم الأول، وهذه المرة نحن منتبهون له نوعاً ما […] كتبنا عدّة أغاني منذ أن رجعنا للدّيار [لاس فيغاس]. أظنّ أنّه أكثر مرح حظينا به» ومع البساطة كالتّركيز الجديد للفرقة، بدأت بانيك! بتسجيل ما سيصبح «غريب. جدا.». في أكتوبر دخلت الفرقة للاستوديو الموجود بمنتجع كازينو «بالمز» بلاس فيغاس.
في يناير 2008، كشفت الفرقة عن شعار جديد بإزالة علامة التعجب من اسم المجموعة، لتصبح بانيك آت ذا ديسكو (Panic at the Disco). وصف ألبوم «غريب. جدا.» بأنه «أكثر عضويّةً ونعومةً» من «حمّى لا تستطيع أن تتجاوزها»، وبأنّه ودون قصد يشبه موسيقى «البيتلز» في الكتابة والمجال. احتلّ الألبوم الرّتبة الثّانية على قائمة «بيلبورد 200» الأمريكيّة، وبلغت مبيعاته في اليوم الأول 54000، ومبعاته في الأسبوع الأول 139000 نسخة في الولايات المتحدة، فكانت أكثر مبيعات الفرقة في أسبوع واحد فائقة الرقم القياسي للألبوم السابق (الّذي بيعت منه 45000 نسخة في صيف 2006). ظهر الألبوم أيضا في قائمة «ألبومات بديلة حاليّة» واحتلّ المركز الثّاني في قائمة «ديجيتال ألبومز» والتي كان لها الفضل في %26 من مبيعات الألبوم. كان الألبوم في رتب عالية في عدّة دول أخرى وحصل على شهادة ذهبية في المملكة المتّحدة، لكنّ «غريب. جدا.» حقق مبيعات مخيبة للأمل نسبيّا مقارنة ب«حمى لا تستطيع أن تتجاوزها»، وبالرّغم من ذلك تعرّض لانتقادات أقلّ من الألبوم الأول، فقد وصف باري والترز من «سبين» الألبوم الأوّل بكونه «محرجا» بينما قال على الألبوم الثاني أنّه «[يجرؤ] على أن يحاول أن تكون جماليّته في بساطته في وقت أمكن أن يُربِحهم فيه الحزن والقباحة مصداقيّة بسهولة».

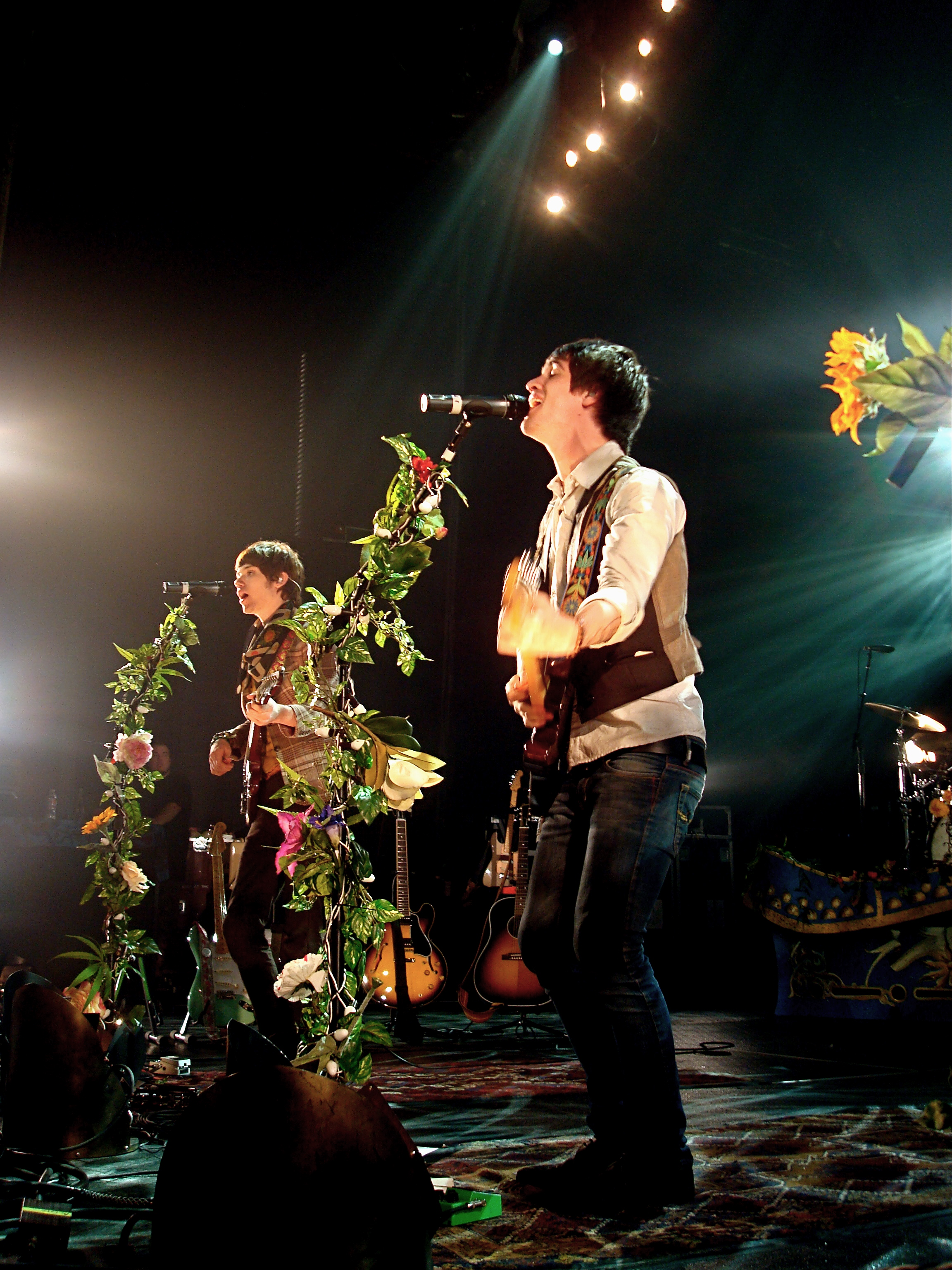
تغير أسلوب الفرقة بعد إصدار ألبومها الثّاني "غريب. جدا." المستوحى من الموسيقى السايكدلية.

أعلنت الفرقة على أنها تخطط لبدأ جولة هوندا سيفيك لسنة 2008 في يناير 2008، وضمّت هذه الجولة معظم العروض الأولى للألبوم. شارك في الجولة كلّ من «موشن سيتي ساوندتراك»، «ذا هاش ساوند»، و«فانتوم بلانيت» وأدّوا في أمريكا الشمالية من 10 أبريل إلى 14 يوليوز سنة 2008. أثناء أكتوبر ونونبر 2008 ذهبت الفرقة في جولة من العروض المباشرة مع «داشيورد كونفيشنل» و«ذا كاب» في جولة «فرقة الروك» الّتي تروّج للعبة الفيديو «روك باند 2» (Rock Band 2).
اتّخدت الفرقة أسلوباً جديدا في عروضها كما توقّع عدّة ناشرين موسيقيّين، وبعكس المكوّنات المظلمة المتعلّقة بالسّيرك في الألبوم الأوّل فقد كان بمثابة امتدادٍ ل«غريب. جدا.». كان كلّ عرضٍ يحتوي على «آلات ميكانيكيّة خشبيّة، صُوَر ضوئيّة لنبيت ووحيش، وحاملات للميكروفون محاطة بالأضواء والزّهور»، وكان جميع أعضاء الفرقة يرتدون بِدلاً.
باعتبار الطّبيعة المسرحيّة لجولات «حمّى لا تستطيع أن تتجاوزها» علّق يوري قائلا «قمنا بذلك وكان ممتعاً كثيراً، ولكنْ هذه المرّة أظنّ أنّنا أردنا أن نعود للطّابع الشّخصي ونبسّطه قليلاً» وقال ريان روس «إنّ الأمر متعلّق بالتّواصل مع الجمهور وترقُّبِ ما سيحدث كلّ ليلة. فالعروض ليست منظّمة من قبل ولم يخطّط لها، لذلك تكون ممتعة أكثر بالنّسبة لنا وأقلّ مللاً». أصدرت الفرقة ألبوماً مباشراً باسم «غريب. جدا. مباشرةً في شيكاغو» (Pretty. Odd. Live in Chicago) (أو باختصار «...مباشرةً في شيكاغو») يوم 2 دجنبر 2008، وكان مبنيّاً على تسجيلاتٍ مباشِرة مِن شيكاغو أثناء جولة «هوندا سيفيك». رافقت القرص الصّلب للألبوم مجموعة من الصُّوَر وفيديوهات خلف الكواليس سُجِّلت في الجولة، إضافة إلى جميع فيديوهات الموسيقى بالألبوم، الفلم القصير «بانيك! آت ذا ديسكو في: الوادي الأمريكي»، والفيلم الوثائقيّ الذي يوثّق أحداث الجولة (All In A Day's).
كانت جولات «غريب. جدا.» تتميّز بمجهوداتٍ كبيرةٍ للمحافظة على البيئة، بحيث عملت الفرقة أثناء الجولات مع منظمتين بيئيتيّن غير ربحيّتين هما «ريفرب» التي تسهّل الجولات الصّديقة للبيئة، ومنظّمة «الميراث العالمي» والّتي تسعى لإلهام المزيد من النّشطاء البيئيّين. في مقابلة سنة 2008 كشف روس على أنّ الفرقة سافرت في حافلة تعمل بالدّيزل الحيوي وداومت على القيام بإعادة التّدوير خلف الكواليس، حتّى أنّها قامت بطباعة كتيّبات الجولة من ورق تمّت إعادة تدويره وحبر الصّويا، وتبرّعت بمبالغ كبيرةٍ من أرباح الجولات لمنظّماتٍ بيئيّةٍ.

### تغيير الأعضاء و«عادات سيّئة وفضائل» (2009-2012)

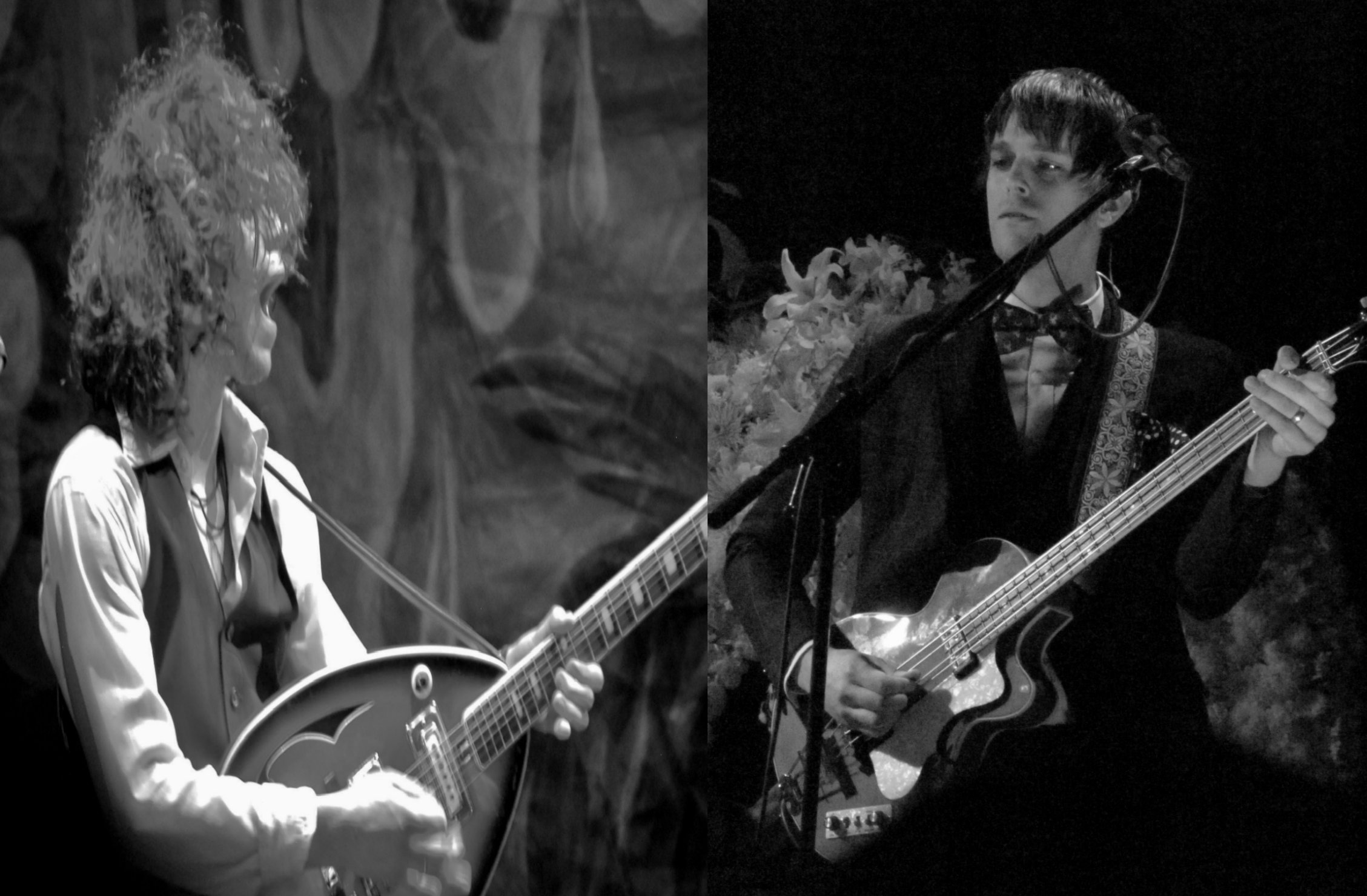
إين كراوفرورد (يسار) ودالون ويكس (يمين) عوّضا روس ووولكر في جولة «غريب. جدا.»

في ربيع 2009 بدأت الفرقة بتسجيل أجزاءٍ من ألبوم الاستوديو الثّالث لها، لكنْ في 6 يوليوز سنة 2009 أعلن ريان روس وجون وولكر عبر الموقع الرسمي للفرقة عن مغادرتهما للفرقة. صرّح روس في مقابلة أنّه اقترح على سبينسر فكرة مغادرة الفرقة أثناء تناولهما للغذاء: «تناولنا أنا وسبينسر الغذاء وظللنا نتحدّث، ثم سألني 'إذن، ما الشّيء التّالي الّذي تودّ فعله؟' فقلت 'أظنّ أنه من الأفضل أنْ نقوم بما يناسبنا لمدّة' فقال 'أنا سعيدٌ لأنّك قلتَ ذلك، فأنا كنتُ على وشك قول نفس الشّيء'» تذكّر روس: «ولم يكن هناك نقاش بيننا، فمرّت الأمور على أحسن وجه»، قال روس أنّ الانفصال عن الفرقة كان عامّة بسبب اختلافاتٍ ابداعيةٍ بينه وبين يوري. أراد يوري أن تتميز الفرقة بموسيقى البوب، بينما كان روس ووولكر مهتمين بكتابة موسيقى روك كلاسيكيّة.

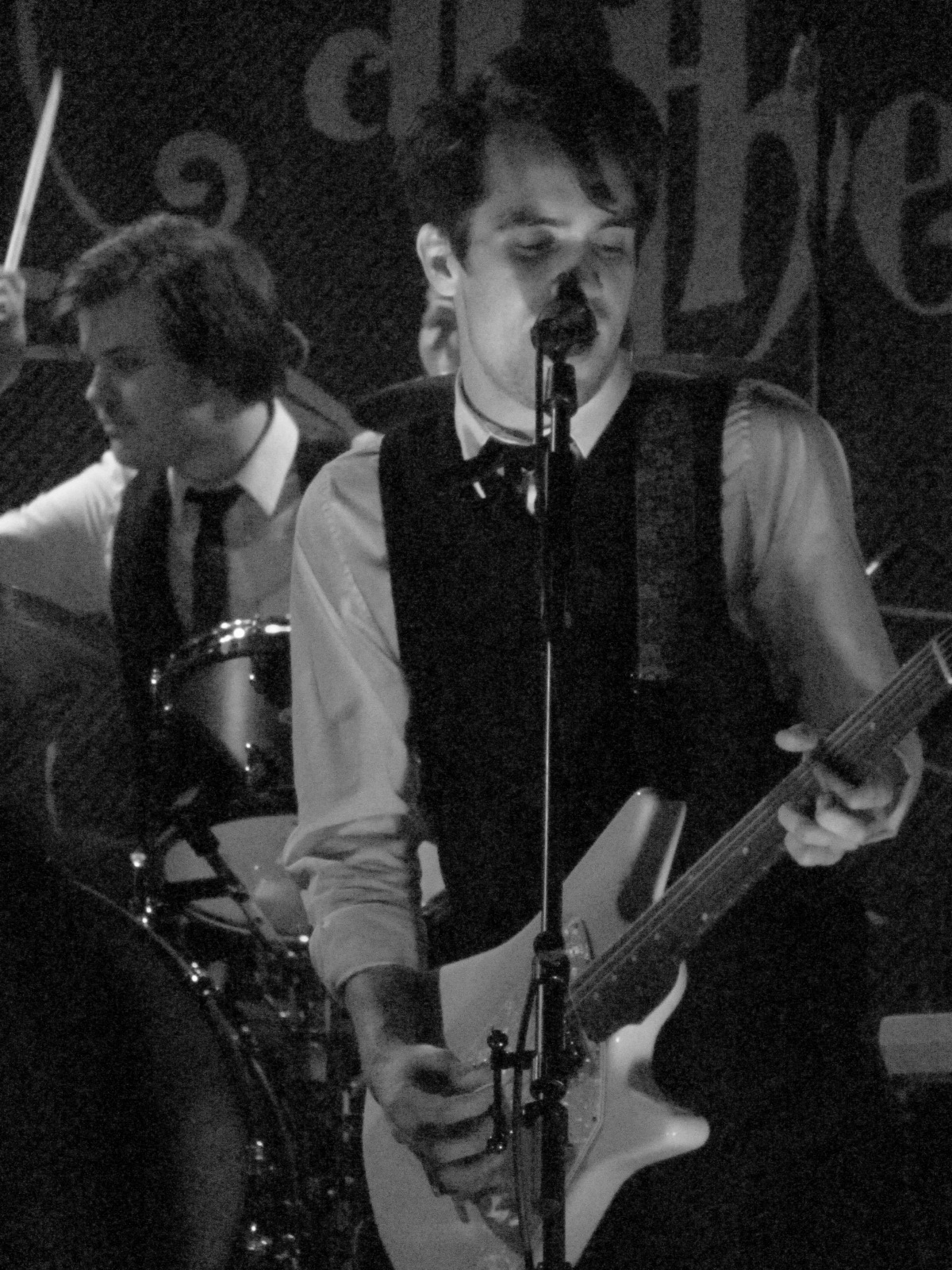
أصبح يوي وسميث العضوين الأصليين الوحيدين في الفرقة بعد مغادرة روس ووولكر

أكّدت الأخبار على أنّ مخططاتِ الجولةِ الموسيقيّة مع بلينك-182 في غشت 2009 وإنتاجِ الألبوم الجديد مازالت قائمةً. في اليوم التّالي أكّدت مجلة «الصّحافة البديلة» أنّ «منظور جديد» وهي الأغنية الأولى المسجلة دون روس ووولكر ستبثّ على الرّاديو في الشّهر التّالي وستكون الموسيقى التصويرية لفيلم جسم جينيفر. يوم 10 يوليوز 2009 نشرت مجلّة «الصّحافة البديلة» خبراً بأنّ اسم الفرقة استعاد علامة التّعجب، ليصبح ثانية «بانيك! آت ذا ديسكو»، وتمّ إصدار «منظور جديد» (New Perspective) يوم 28 يوليوز 2009. حلّ محلّ روس ووولكر في عرض بلينك-182 الصّيفي المباشر عازف القيثارة السّابق في فرقة «ذا كاب» إين كروفورد، والمغنّي الرّئيسي في فرقة الإيندي روك «ذا بروبيكز» دالون ويكس.
ولجت الفرقة الاستوديو في بداية 2010 وقضت معظم السّنة في تسجيل ألبوم الاستوديو الثّالث لها. أثناء ذلك الوقت انضم دالون ويكس رسميّاً للمجموعة لتصبح هذه الأخيرة ثلاثيّاً موسيقيّاً، ورغم أنّه لم يشارك في إنتاج الألبوم القادم فقد كان مسؤولاً عن تحديد فكرة غلاف الألبوم وظهر فيه مقنّعاً خلف سميث ويوري. في 18 يناير سنة 2011 كشفت الفرقة عن ألبوم بعنوان «عادات سيّئة وفضائل» سيصدر رسميا يوم 22 مارس 2011، أَنتَج الألبومَ بوتش وولكر وجون فيلدمان. صدرت أوّل أغنية منفردة في الألبوم «قصيدة موناليزا الشاعرية» (The Ballad of Mona lisa) على الأنترنيت يوم 1 فبراير 2011 وصدر الفيديو الموسيقي لها يوم 8 فبراير 2011، حاز على آراء موجبة نسبيّاً من النّاقدين.
بدأت الفرقة بجولة ألبومها بعنوان «جولة عادات سيّئة وفضائل» منذ فبراير سنة 2011. تميّزت الجولة بنفس الطّابع المسرحي بالأضواء الصّاخبة والمُبالغ فيها للجولات الأولى لألبوم «حمّى لا تستطيع أن تتجاوزها». قال يوري ل«سبين» «أنا حقّاً مُشتاق لارتداء الأزياء التّنكرية ووضْع مستحضرات التّجميل» «أحبّ الإنتاجات الضّخمة. كُنتُ أقرأ مُؤخّراً عن لفائف تِسْلا وأحاول إيجاد طريقة لوضع واحد منها على الخشبة وجعله يومض دون إيداء أحد». كان من المفروض أن تشارك الفرقة في مهرجان «ساوند وايف ريفولوشن» الأسترالي في شتنبر أو أكتوبر لكنّه ألغي وحل مكانه مهرجان «كاونتر ريفولوشن ميني فيستيفل» والّذي ستعزف فيه الفرقة.
في 12 ماي سنة 2011 تعاونت المجموعة مع فرقة الإندي بوب «فان»، فانطلقت الفرقتان في جولة أميركية ليُصدرا بعد ذلك أغنية منفردة معا بعنوان "C'mon". أنتجت بانيك! آت ذا ديسكو أغنية جديدة للموسيقى التّصويرية للعبة الفيديو باتمان: أركام سيتي.

### «غريب جدّاً ليعيش، نادر جدّاً ليموت!» (2012-2015)

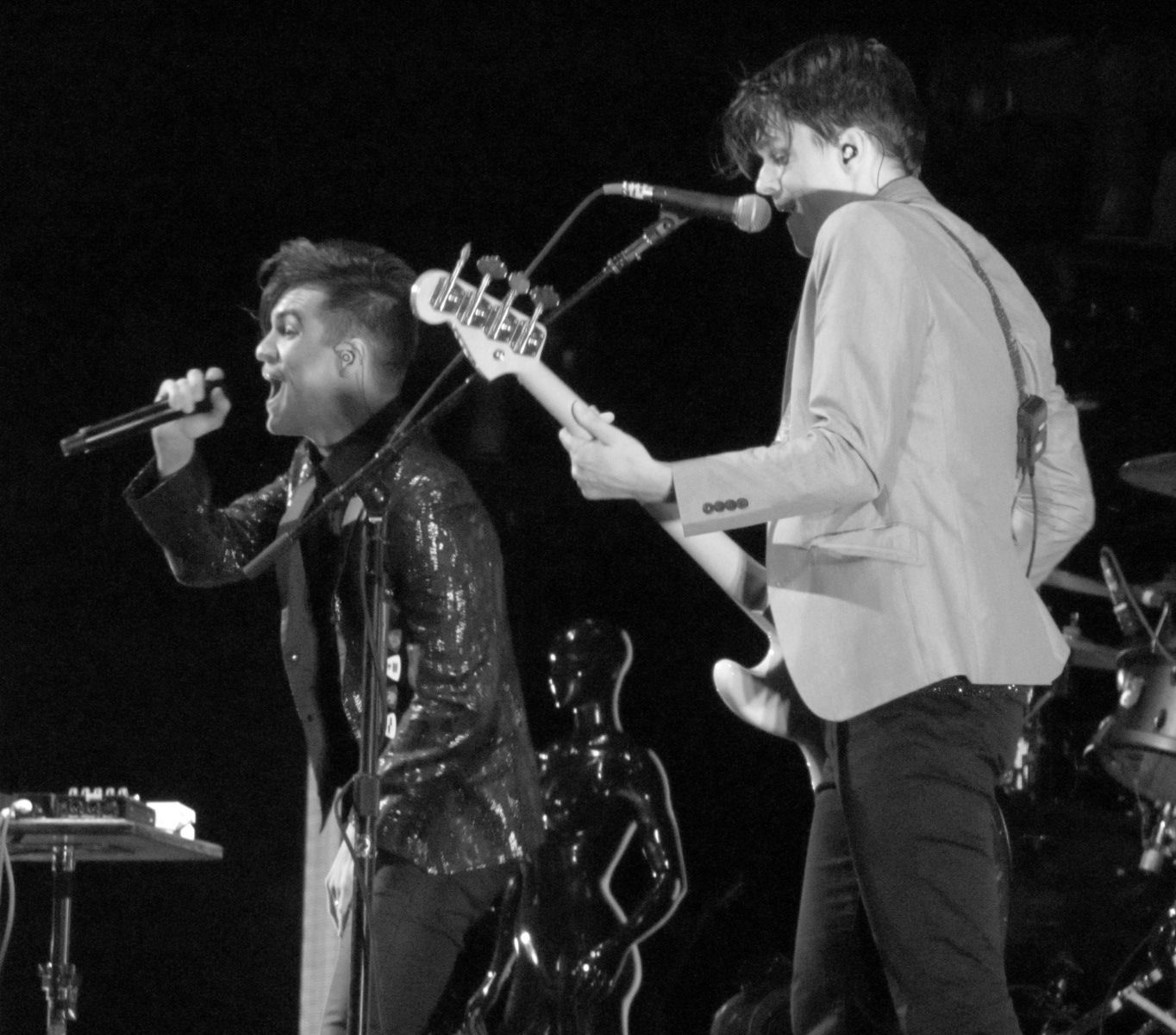
بعد رحيل سميث
غيْر الرّسمي نتيجةً لمشاكل إدمان الكحول أصبح يوري وويكس العضوين الرّسمييّن الوحيدين في الفرقة

بعد جولة «عادات سيّئة وفضائل» شرع يوري وسميث وويكس في الكتابة والتّحضير لألبوم رابع، وأثناء تسجيل هذا الألبوم قرّر موسيقي الجولات إين كروفورد الّذي انضم للفرقة سنة 2009 بعد انسحاب ريان روس وجون وولكر أنْ يترُك الفرقة ليسجل موسيقاه الخاصة. يوم 15 يوليوز 2013 أُعلِنَ عن اسم الألبوم «غريب جدّاً ليعيش، نادر جدّاً ليموت!» (Too Weird To Live, Too Rare To Die!)، وصدرت أوّل أغنية منفردة به «السّيدة جاكسن» (Miss Jackson) إضافة إلى الفيديو الموسيقي لها في نفس اليوم، كما تمّ تعيين يوم 8 أكتوبر 2013 كموعد لإصدار الألبوم. استقبلت بانيك! آت ذا ديسكو فول آوت بوي في جولة «أنقدوا موسيقى الروك أند رول» وحلّ «كينيث هاريس» محلّ «كروفورد».
قبل بدأ الفرقة بأوّل جولة لألبومها بمدّة قصيرة قام سميث بكتابة رسالة مفتوحة لمتابعي الفرقة حول استهلاكه غير الصّحّي للكحول ومخالفته للوصفات والأدوية الطّبّية منذ تسجيل «غريب، جدا.». ترك سميث الفرقة أثناء الجولة ليستمرّ بمحاربة الإدمان. نشر يوري على الموقع الرّسمي للفرقة يوم 7 غشت 2013 أنّه "أصبح من الواضح أنّ سبنسر لايزال يحتاج المزيد من الوقت ليهتمّ بنفسه. أنا لا أتوقّع منه أن يحارب الإدمان في دقيقة وينشغل بجولة عالميّة في الدّقيقة التّالية. ولهذا فإنّ الجولة ستستمرّ دون سبنسر بينما يتلقّى العناية الّتي تلزمه." حلّ محلّ سبينسر في الجولة عازف الطّبول دان باولوفيتش من فرقة «فالنسيا».
في مقابلة مع «بيور فريش» يوم 23 شتنبر 2014 صرّح يوري بأنّه توصّل مسبقا لأفكار من أجل الألبوم الخامس، لكنّه لم يكن متأكّداً مِنْ أنه سيكون ألبوماً لِبانيك! آت ذا ديسكو أو ألبوماً فرديا، وصرّح أيضاً بعدم وجود مخطّطاتٍ حاليّةٍ لعودة سميث.

### التحول لمشروع فردي و«موت أعزب» (2015-2017)
يوم 2 أبريل 2015 أعلن سميث أنّه ترك الفرقة رسميّاً. في نفس الشّهر كشف يوري أثناء مقابلةٍ مع مجلّة «كرانغ!» (!Kerrang) أنّه يعمل على مكوّناتٍ جديدةٍ لألبوم الاستوديو الخامس للفرقة.

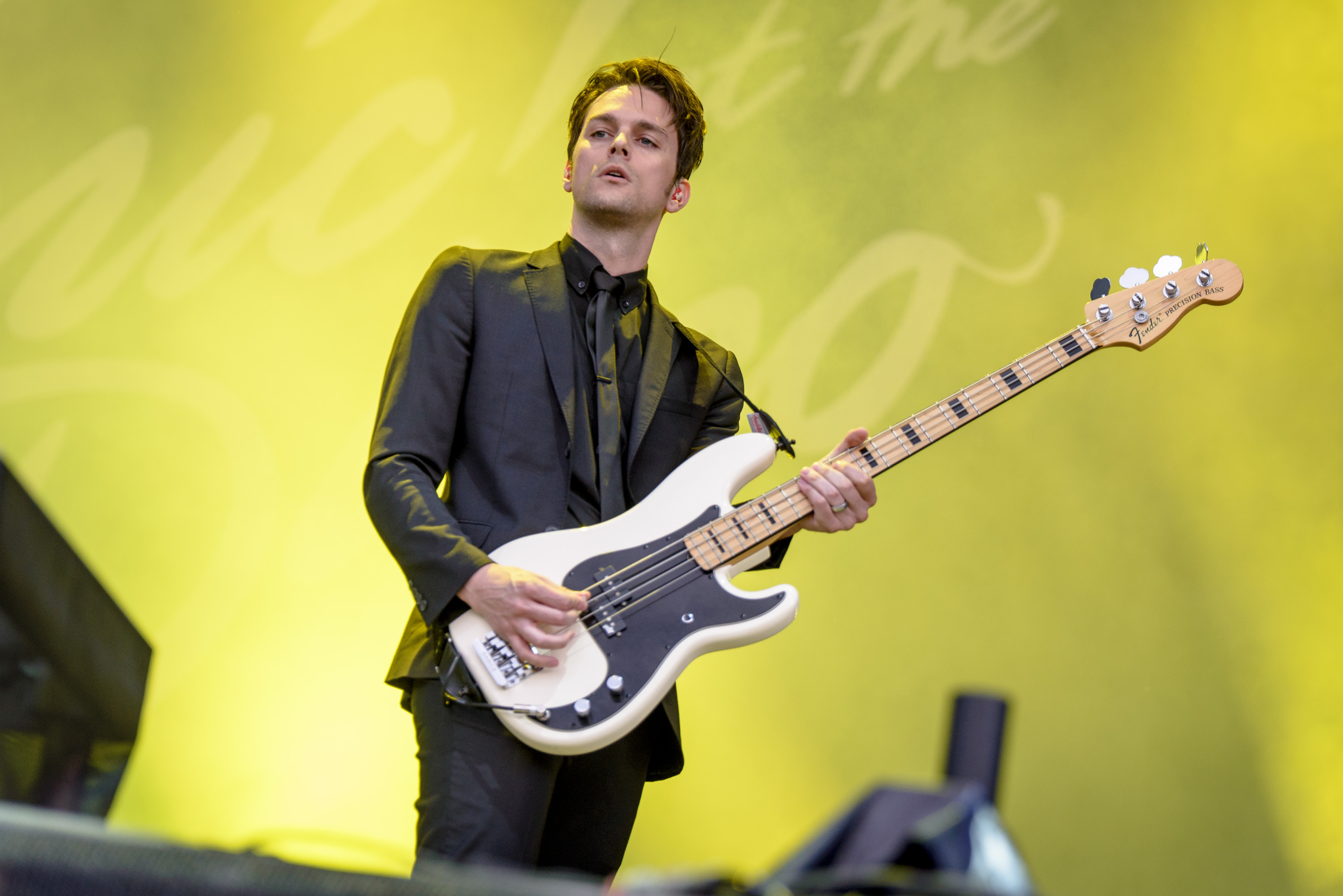
بعد رحيل سميث كان ويكس العضوَ الوحيد المتبقّي الّذي لم يغادر الفرقة بعد تغيير الأعضاء.

في 20 أبريل 2015 أصدر يوري الأغنية المنفردة «هللويا» (Hallelujah) دون أيّ إعلان رسمي سابق، احتلّت المركز 40 في «بيلبورد 100» وكان ثاني أعلى مركزٍ احتلّته أغنية للفرقة بعد «أكتب الذّنوب لا المآسي». أدّت الفرقة في مهرجان "KROQ Weenie Roast" يوم 16 ماي 2015. يوم 1 شتنبر 2015 عُرِضت أغنية أخرى من ألبوم الاستوديو الخامس في برنامج صوتي موسيقي مباشر على «أبل ميوزيك» (Apple Music) من تقديم بيت ونتز تحت عنوان «موت أعزب» (Death Of A Bachelor)، وصدرت الأغنية المنفردة الثّانية «فيكتوريوس» (Victorious) في نهاية الشهر. يوم 22 أكتوبر 2015 أعلن يوري عن عنوان الألبوم «موت أعزب» على الصّفحة الرّسمية للفرقة على «فيسبوك» وحدّد تاريخ إصداره الّذي سيكون يوم 15 يناير 2016، كان أوّل ألبوم يكتبه يوري مع فريق من الكتّاب، حيث أصبح ويكس موسيقيّاً للجولات مرّة أخرى، وانتشرت إشاعات حول ذلك أثناء تسويق «موت أعزب»، إلى أنْ أكّد بنفسه يوم 24 أكتوبر 2015 على تويتر أنّه «لَم يستمر في المساهمة بأفكار خلّاقة». صدرت الأغنية المنفردة الثّالثة «ملابس الإمبراطور الجديدة» (Emperor's New Clothes) في نفس اليوم مرفوقةً بالفيديو الموسيقي لها. صدرت أغنية «معجب إل إي» (إل إي اختصار للوس أنجلوس) (LA Devotee) يوم 26 نونبر كأغنية منفردة. يوم 31 دجنبر 2015 أصدرت الفرقة أغنية «لا تهدّدني بوقت جيد» (Don't Threaten Me with a Good Time).

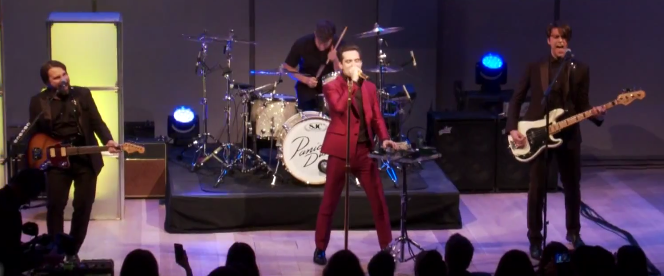
بانيك! آت ذا ديسكو في حفل "شورتي أووردز" سنة 2015

نظّمت الفرقة بشراكة مع ويزر جولة «ويزر وبانيك! آت ذا ديسكو» الصّيفيّة من يونيو إلى غشت سنة 2016. أصدرت الفرقة نسخة مقلَّدة من أغنية بوهيميان رابسودي لفرقة كوين في غشت 2016 ضمن ألبوم الموسيقى التصويريّة لفيلم الفرقة الانتحاريّة.
يوم 22 شتنبر 2016 نشرت الفرقة فيديو موسيقى ل«معجب إيل إي». مع صدوره أعلنت الفرقة عن جولة «موت أعزب» سنة 2017، كانت «ميستروايفز» و«ساينت موتلز» فرقتين افتتاحيتين في الجولة. في مقابلة بدجنبر سنة 2017 قال يوري أنه يأمل أن ينتج فيديو موسيقي لكلّ أغنية في ألبوم «موت أعزب».

### مغادرة دالون ويكس و«صل للشرير» (2017-الحاضر)
في 15 دجنبر 2017 أصدرت الفرقة ألبومها المباشر الرّابع «كلّ أصدقائي نحن ممجّدون: موت أعزب مباشرة» (All My Friends We're Glorious: Death of a Bachelor Live). صدر الألبوم كقرص فونوغرافيّ مزدوج وكان متوفّراً للتّحميل من الأنترنيت. بعد خمسة أيام أصدرت الفرقة أغنية "Feels Like Christmas" لا تنتمي لألبوم. يوم 27 دجنبر أعلن عازف البيس دالون ويكس رسميا مغادرته بانيك! آت ذا ديسكو بعد أكثر من ثمان سنوات من العزف في الفرقة ليصبح الموسيقي الرئيسي في فرقة آي دونت نو هاو بات ذي فاوند مي. يوم 19 مارس 2018 قامت الفرقة بأداء عرض مفاجئ في كليفلاند بأوهايو مع عازفة البيس بالجولات الجديد نيكول رو. يوم 21 مارس 2018 أصدرت الفرقة أغنيتين بنفس الوقت هما «قل آمين (ليلة السبت)» ((Say Amen (Saturday Night) و«(تبّا ل) الجهة المشرقة» (Fu** a) Silver Lining))
، وفي نفس الوقت أعلنت الفرقة عن «جولة صلّ للشرير» وعن ألبوم باسم «صلّ للشرير» (Pray for the Wicked). وصدر الألبوم يوم 22 يونيو 2018.
في 7 يونيو 2018 أدّت الفرقة في الجولة الخامسة في نهائيات كأس «ستانلي» قرب النّافورات بفندق Bellagio. قيل أنّ الأداء له قيمة عاطفيّة بالنّسبة للفرقة نظرا لتموقع العرض بمسقط رأسهم. كما أدت كفرقة رئيسية في مهرجان Reading and Leeds سنة 2018 في نهاية الأسبوع من 24 إلى 26 غشت 2018. أصدرت الفرقة في 27 غشت 2018 الفيديو الموسيقي أغنيتها المنفردة «آمال عالية» (High Hopes). في خريف سنة 2018 أصبحت «آمال عالية» أعلى الأغاني المنفردة ترتيبا من الفرقة، حيث بلغت الرتبة 4 في لائحة بيلبورد هوت 100.
في 22 شتنبر 2018 أعلنت الفرقة بأنّ عازف القيثارة بالجولات كينيث هاريس غادر الفرقة أن وجهت له عدة اتهامات لسوء السلوك الجنسي تتضمن متتبعات قاصرات للفرقة. وأعلن يوم 6 أكتوبر 2018 عن تعويض عازف القيثارة السابق في فرقة Sparks the Rescue مايك ناران له.
تظهر نسخة الفرقة من أغنية «إلى المجهول» (Into the Unknown) في قائمة الموسيقى التّصويرية لفيلم ملكة الثلج 2 وفي نهايته. أدّت إيدينا مينزيل الأغنية في الفيلم.

## الأسلوب الموسيقي والتأثيرات

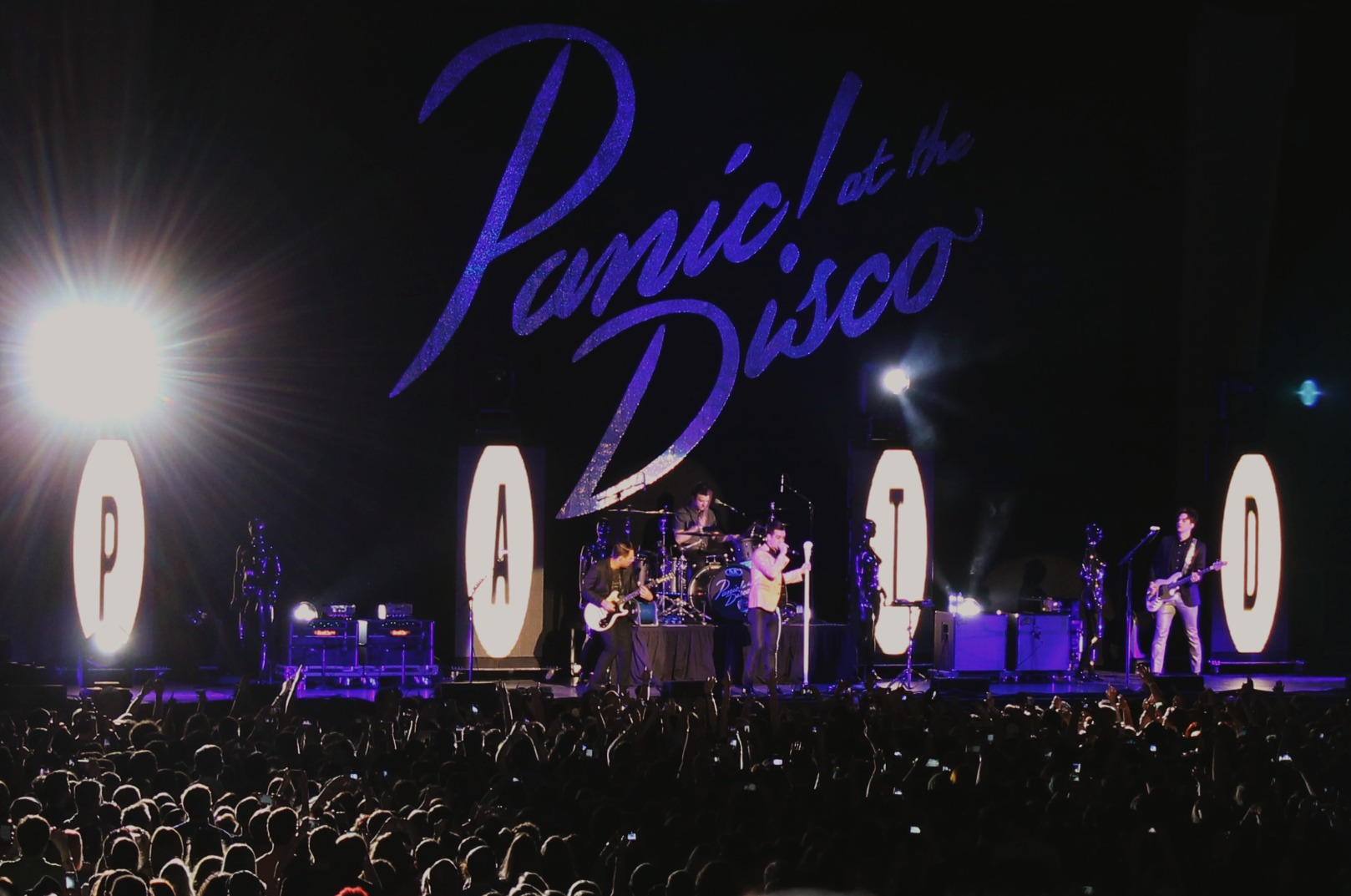
أعضاء "بانيك! آت ذا ديسكو" يعزفون سنة 2013

عُرِفت بانيك! آت ذا ديسكو بتغيير أسلوبها في كلّ ألبوم. ووُصفوا موسيقيّاً بأنّهم فرقة بوب روك، بوب، بوب بانك، باروك بوب، إلكتروبوب، سينثبوب، دانس-بانك، باور بوب، روك بديل، إيمو بوب، فودفيل، وإيمو.
صرّح أعضاء بانيك! آت ذا ديسكو عدّة مرّاتٍ بأنّ الألبوم الثّاني للفرقة سيكون مختلفا تماماً عن "حمّى لا تستطيع أن تتجاوزها"، كما كَتبت رولينغ ستون في مقال لها: "مهَّدت الفرقة اتّجاهها الجديد بأغنيتها المنفردة الأولى "التّاسعة بعد الزوال" (Nine In the Afternoon) يقول روس: "إنّها مستوحاة من الموسيقى الّتي كان يَسمعها آباءنا: ذا بيتش بويز، ذا كينكز، البيتلز. أغانينا الجديدة مشابهة للرّوك الكلاسيكي أكثر من الرّوك المعاصر. كبرنا وأصبحنا نسمع لموسيقى مختلفة، وهذا يبدو كالشّيئ المناسب فعله الآن." وُصِف "غريب. جدا." بكونه يُشبه "نتيجة وضع بانيك! آت ذا ديسكو جميع أغاني ذا بيتلز في خلّاط، وإضافتهم بعض ثلج الموسيقى البديلة وعزف البوق من فرقة "سونيا دادا" ليُنتِجوا سموذي موسيقى ليفربول معاصر" في مراجعته للألبوم المباشر للفرقة، قال ستيفن ثوماس إلوين: "يبيِّن "غريب. جدا ما" أنّ الفرقة تصبح شيئاً نادراً في 2008: فرقة روك متعلّقة بالبوب. ربّما لا يَعونَ أنّهم يفعلون ذلك، لكنّ النّتائج مرفّهة في كلتا الحالتين"، صرّح يوري بأنّ فرانك سيناترا، كوين، ديفيد بوي، ويزر، غرين داي، وماي كيميكال رومانس من أكبر الفرق/الفنّانين الّذين تأثّر بهم.

## أعضاء الفرقة
الأعضاء الحاليّون
- برندن يوري – غناء رئيسي، غيتار، بيانو، آلات المفاتيح (2004–حاضر)؛ غيتار البيس (2005–2010، 2015–حاضر)؛ طبول، آلات إيقاعيّة (2015–حاضر)

الأعضاء السابقون
- سبنسر سميث – طبول، آلات إيقاعيّة (2004–2015)
- برنت ويلسون – غيتار البيس (2004–2006)[67]
- ريان روس – غيتار رئيسي، غناء، بيانو، آلات المفاتيح، سنثسيزر (2004–2009)؛ غناء رئيسي (2004)
- جون وولكر – غيتار بيس، غناء خلفي، آلات المفاتيح، غيتار (2006–2009)
- دالون ويكس – غيتار البيس، غناء، بيانو، آلات المفاتيح، غيتار (2010–2015؛ عضو جولات 2009–2010، 2015–2017)

## ديسكوغرافيا
- A Fever You Can't Sweat Out - «حمى لا تستطيع أن تتجاوزها» (2005)
- .Pretty. Odd - «غريب. جدا.» (2008)
- Vices & Virtues - «عادات سيئة وفضائل» (2011)
- !Too Weird to Live, Too Rare to Die - «غريب جدا ليعيش، نادر جدا ليموت!» (2013)
- Death of a Bachelor - «موت أعزب» (2016)
- Pray for the Wicked - «صل للشرير» (2018)

## جولات
جولات خاصة
- جولة 2005 (2005)
- لا توجد قافية تناسب سيرك (2006)
- جولة غريب. جدا. (2008-09)
- جولة عادات سيئة وفضائل (2011-12)
- جولة 2013 (2013)[129]
- جولة غريب جدا ليعيش، نادر جدا ليموت (2014)[130]
- جولة بشارة (2014)[131]
- جولة موت أعزب (2017)[132]
- جولة صل للشرير (2018-19)

جولات مشتركة
- جولة نينتيندو فيوجن (مع "فول آوت بوي"، "موشن سيتي ساوندتراك"، "ذا ستارتينغ لاين"، و"بويز نايت آوت") (2015)[133]
- جولة هوندا سيفيك (مع "موشن سيتي ساوندتراك"، "ديث كاب فور كيوتي"، "فانتوم بلانيت"، "ذا هاش ساوند") (2008)[134]
- جولة فرق الروك المباشرة (مع "داشبورد كنفيشونل") (2008)[135]
- جولة صيف 2016 (مع "ويزر") (2016)[80]

عروض افتتاحية
- جولة تيك كوفر  (ل"أكسيبتانس" و"ذي رسيفينغ إند أوف سايرنز") (2005)[136]
- جولة مشتاقون ومسدسات بها ذخان (ل"ذي أكاديمي إز...") (2006)[137]
- جولة محطات الاستراحة والحدود بين الولايات (ل"ذي اكاديمي إز...") (2006)[138][139]
- بلينك-182 في حفلة موسيقية (ل"بلينك-182") (2009)[140]
- جولة أنقذوا الروك أند رول (ل"فول آوت بوي") (2013)[141][142]

## ترشيحات وجوائز

### جائزة الموسيقى الأمريكية
| السنة | الفئة                                  | العمل المرشح       | النتيجة | مراجع   |
| ----- | -------------------------------------- | ------------------ | ------- | ------- |
| 2018  | فنان مفضل - روك بديل                   | بانيك! آت ذا ديسكو | فوز     | [ 143 ] |
| 2019  | فنان مفضل - روك بديل                   | بانيك! آت ذا ديسكو | رُشِّح     | [ 144 ] |
| 2019  | ثنائي/مجموعة/فرقة مفضلة - روك بديل/بوب | بانيك! آت ذا ديسكو | رُشِّح     | [ 144 ] |
| 2019  | أغنية مفضلة - بوب/روك                  | "آمال عالية"       | رُشِّح     | [ 144 ] |

### جوائز موسيقى بيلبورد
| السنة | الفئة             | العمل المرشح       | النتيجة | مراجع   |
| ----- | ----------------- | ------------------ | ------- | ------- |
| 2018  | أفضل ألبوم روك    | «موت أعزب»         | رُشِّح     | [ 145 ] |
| 2019  | أفضل مجموعة/ثنائي | بانيك! آت ذا ديسكو | رُشِّح     | [ 146 ] |
| 2019  | أفضل فنان روك     | بانيك! آت ذا ديسكو | رُشِّح     | [ 146 ] |
| 2019  | ألبوم روك         | «صل للشرير»        | فوز     | [ 146 ] |
| 2019  | أفضل أغنية روك    | «آمال عالية»       | فوز     | [ 146 ] |

### جوائز احترام GLSEN السنوية
| السنة | الفئة         | المرشح     | النتيجة | مراجع   |
| ----- | ------------- | ---------- | ------- | ------- |
| 2019  | جائزة الإلهام | برندن يوري | فوز     | [ 147 ] |

### جائزة غرامي
| السنة | الفئة                       | العمل المرشح | النتيجة | مراجع   |
| ----- | --------------------------- | ------------ | ------- | ------- |
| 2017  | جائزة غرامي لأفضل ألبوم روك | "موت أعزب"   | رُشِّح     | [ 148 ] |

### جوائز موسيقى iHeartRadio
| السنة | الفئة                          | العمل المرشح       | النتيجة | مراجع   |
| ----- | ------------------------------ | ------------------ | ------- | ------- |
| 2019  | أفضل ثنائي/مجموعة روك في السنة | بانيك! آت ذا ديسكو | رُشِّح     | [ 149 ] |
| 2019  | فنان السنة في الروك البديل     | بانيك! آت ذا ديسكو | رُشِّح     | [ 149 ] |
| 2019  | أغنية السنة في الروك البديل    | «آمال عالية»       | فوز     | [ 149 ] |
| 2019  | ألبوم السنة في الروك البديل    | «صل للشرير»        | فوز     | [ 149 ] |

### جوائز إم تي في الأوربية
| السنة | الفئة          | العمل المرشح                                                     | النتيجة | مراجع   |
| ----- | -------------- | ---------------------------------------------------------------- | ------- | ------- |
| 2018  | أفضل فنان بديل | بانيك! آت ذا ديسكو                                               | فوز     | [ 150 ] |
| 2019  | أفضل فنان روك  | بانيك! آت ذا ديسكو                                               | رُشِّح     | [ 151 ] |
| 2019  | أفضل فيديو     | "أنا!" (تايلور سويفت بشراكة مع برندن يوري من بانيك! آت ذا ديسكو) | فوز     | [ 151 ] |

### جوائز إم تي في الأغاني المصورة
| السنة | الفئة                   | العمل المرشح                                                     | النتيجة | مراجع   |
| ----- | ----------------------- | ---------------------------------------------------------------- | ------- | ------- |
| 2006  | فيديو السنة             | "أكتب الذنوب لا المآسي"                                          | فوز     | [ 152 ] |
| 2006  | أفضل فنان جديد في فيديو | "أكتب الذنوب لا المآسي"                                          | رُشِّح     | [ 153 ] |
| 2006  | أفضل مجموعة             | "أكتب الذنوب لا المآسي"                                          | رُشِّح     | [ 152 ] |
| 2006  | أفضل فيديو روك          | "أكتب الذنوب لا المآسي"                                          | رُشِّح     | [ 154 ] |
| 2006  | أفضل توجه فنين          | "أكتب الذنوب لا المآسي"                                          | رُشِّح     | [ 155 ] |
| 2008  | أفضل فيديو بوب          | "التاسعة بعد الزوال"                                             | رُشِّح     | [ 156 ] |
| 2008  | أفضل توجه               | "التاسعة بعد الزوال"                                             | رُشِّح     | [ 157 ] |
| 2016  | أفضل فيديو روك          | "فيكتوريوس"                                                      | رُشِّح     | [ 158 ] |
| 2018  | أفضل فيديو روك          | "قل آمين (ليلة السبت)"                                           | رُشِّح     | [ 159 ] |
| 2019  | أفضل فيديو روم          | "آمال عالية"                                                     | فوز     | [ 160 ] |
| 2019  | أفضل عمل مشترك          | "أنا!" (تايلور سويفت بشراكة مع برندن يوري من بانيك! آت ذا ديسكو) | رُشِّح     | [ 160 ] |
| 2019  | أفضل مؤثرات بصرية       | "أنا!" (تايلور سويفت بشراكة مع برندن يوري من بانيك! آت ذا ديسكو) | فوز     | [ 160 ] |
| 2019  | أفضل تصوير سينيمائي     | "أنا!" (تايلور سويفت بشراكة مع برندن يوري من بانيك! آت ذا ديسكو) | رُشِّح     | [ 160 ] |

### جوائز اختيار المراهقين
| السنة | الفئة                        | العمل المرشح                                                    | السنة | المراجع |
| ----- | ---------------------------- | --------------------------------------------------------------- | ----- | ------- |
| 2006  | أغنية الروك المختارة         | "أكتب الذنوب لا المآسي"                                         | رُشِّح   | [ 161 ] |
| 2008  | أغنية الروك المختارة         | "التاسعة بعد الزوال"                                            | رُشِّح   | [ 162 ] |
| 2018  | فنان روك                     | بانيك! آت ذا ديسكو                                              | رُشِّح   | [ 163 ] |
| 2018  | أغنية روك/بديلة              | "آمال عالية"                                                    | رُشِّح   | [ 163 ] |
| 2019  | المجموعة الموسيقية المختارة  | بانيك! آت ذا ديسكو                                              | رُشِّح   | [ 164 ] |
| 2019  | فنان الروك المختار           | بانيك! آت ذا ديسكو                                              | فوز   | [ 164 ] |
| 2019  | الأغنية المختارة             | "انظري يا أمي، لقد فعلتها"                                      | رُشِّح   | [ 164 ] |
| 2019  | أغنية الروك المختارة         | "انظري يا أمي، لقد فعلتها"                                      | فوز   | [ 164 ] |
| 2019  | الأغنية المختارة: فنانة أنثى | "أنا!" (تايلور سويفت بشراكة مع برندن يوري من بانيك! آت ذا ديسكو | رُشِّح   | [ 164 ] |
| 2019  | أغنية البوب المختارة         | "أنا!" (تايلور سويفت بشراكة مع برندن يوري من بانيك! آت ذا ديسكو | رُشِّح   | [ 164 ] |

### جوائز أخرى
| السنة | الجائزة                         | الفئة                     | العمل المرشح               | النتيجة | مراجع   |
| ----- | ------------------------------- | ------------------------- | -------------------------- | ------- | ------- |
| 2006  | جوائز TMF                       | أفضل فيديو عالمي          | «أكتب الذنوب لا المآسي»    | فوز     | [ 165 ] |
| 2006  | جوائز GAFFA (الدنمارك)          | أفضل فنان عالمي جديد      | بانيك! آت ذا ديسكو         | رُشِّح     | [ 166 ] |
| 2007  | جوائز إم تي في أمريكا اللاتينية | أفضل مجموعة روك عالمية    | بانيك! آت ذا ديسكو         | رُشِّح     | [ 167 ] |
| 2007  | جوائز كارانغ!                   | أفضل فرقة عالمية          | بانيك! آت ذا ديسكو         | رُشِّح     | [ 168 ] |
| 2008  | جوائز إم تي في أمريكا اللاتينية | أفضل مجموعة روك عالمية    | بانيك! آت ذا ديسكو         | رُشِّح     | [ 169 ] |
| 2008  | جوائز إم تي في آسيا             | جائزة الأسلوب             | بانيك! آت ذا ديسكو         | فوز     | [ 170 ] |
| 2011  | جوائز كارانغ!                   | أفضل أغنية منفردة         | «قصيدة موناليزا الشاعرية»  | رُشِّح     | [ 171 ] |
| 2014  | جوائز موسيقى الصحافة البديلة    | أفضل مغني                 | برندن يوري                 | فوز     | [ 172 ] |
| 2014  | جوائز موسيقى الصحافة البديلة    | فنان السنة                | بانيك! آت ذا ديسكو         | رُشِّح     | [ 172 ] |
| 2015  | جوائز موسيقى الصحافة البديلة    | أفضل عازف بيس             | دالون ويكس                 | رُشِّح     | [ 173 ] |
| 2015  | جوائز موسيقى الصحافة البديلة    | أفضل فرقة مباشرة          | بانيك! آت ذا ديسكو         | رُشِّح     | [ 173 ] |
| 2015  | عمود قراء روك ساوند             | فيديو السنة               | «ملابس الإمبراطور الجديدة» | فوز     | [ 174 ] |
| 2016  | جوائز موسيقى الصحافة البديلة    | أفضل فيديو موسيقي         | «ملابس الإمبراطور الجديدة» | فوز     | [ 175 ] |
| 2016  | جوائز موسيقى الصحافة البديلة    | أغنية السنة               | «هللويا»                   | فوز     | [ 175 ] |
| 2016  | جوائز موسيقى الصحافة البديلة    | فنان السنة                | بانيك! آت ذا ديسكو         | رُشِّح     | [ 176 ] |
| 2017  | جوائز موسيقى الصحافة البديلة    | فنان السنة                | بانيك! آت ذا ديسكو         | فوز     | [ 177 ] |
| 2017  | جوائز اختيار الناس              | المجموعة المفضلة          | بانيك! آت ذا ديسكو         | رُشِّح     | [ 178 ] |
| 2018  | جوائز روك ساوند                 | فنان السنة                | بانيك! آت ذا ديسكو         | فوز     | [ 179 ] |
| 2019  | جوائز كارانغ!                   | أفضل فرقة عالمية          | بانيك! آت ذا ديسكو         | رُشِّح     | [ 180 ] |
| 2019  | جوائز موسيقي L0SR0              | فنان السنة الجديد العالمي | بانيك! آت ذا ديسكو         | رُشِّح     | [ 181 ] |
| 2019  | جوائز موسيقي L0SR0              | أغنية السنة العالمية      | «آمال عالية»               | رُشِّح     | [ 181 ] |

## وصلات خارجية
- الموقع الرسمي
- بانيك! آت ذا ديسكو على موقع IMDb (الإنجليزية)
- بانيك! آت ذا ديسكو على موقع ميوزك برينز (الإنجليزية)
- بانيك! آت ذا ديسكو على موقع رولينغ ستون (الإنجليزية)
- بانيك! آت ذا ديسكو على موقع قاعدة بيانات برودواي على الإنترنت (الإنجليزية)
- بانيك! آت ذا ديسكو على موقع أول ميوزيك (الإنجليزية)
- بانيك! آت ذا ديسكو على موقع ديسكوغز (الإنجليزية)